# Буннерс, Давид Кристиан
Давид К. Буннерс (David Christian Bunners; род. 1966) — немецкий актер.
Окончил музыкальную школу по классу фортепиано (1983). Дебютировал в семейной мелодраме режиссёра Гюнтера Шольца «С сегодняшнего дня — взрослый!» (Стефан, 1985). Окончил Академию кино и телевидения им. Конрада Вольфа в Потсдаме-Бабельсберге, ГДР (1989). В 1990—1991 годы — актер государственного театра города Касселя. В 1991—1993 играл на сцене театра Бонна. В 1993—1996 годы — в труппе Гамбургского немецкого театра. С 1995 года активно снимался в немецких телесериалах. Известен и как продюсер. Короткометражный фильм «Страна игрушек» (2009, продюсер и исполнитель одной из ролей Буннерс) завоевал премию «Оскар» за 2009 года как лучший короткометражный фильм, а также другие призы на МКФ в США, Италии и ФРГ.
Отец актера — известный немецкий теолог и музыковед Кристиан Буннерс.

## Призы и награды
- Театральная премия «Лучший молодой актер NRW» (1993, ФРГ) — за исполнение главной роли на сцене театра Бонна в спектакле по пьесе Шиллероа «Валленштайн»
- Премия «Оскар», 2009, США — за лучший короткометражный фильм «Страна игрушек» (продюсер фильма)